# Christoph Schneider
Christoph „Doom“ Schneider (* 11. května 1966, Berlín) je německý hudebník; bubeník a spoluzakladatel hudební skupiny Rammstein.

## Život
Schneider se narodil ve čtvrti Pankow, v tehdejším východním Berlíně v Německé demokratické republice. Má staršího bratra, Stephana, a pět sester. V šestnácti letech vyšel ze školy a pracoval jako telefonní technik. V roce 1984 absolvoval u Národní lidové armády devítiměsíční vojenskou službu, jako jediný člen Rammstein.

## Kariéra
Schneiderovi rodiče chtěli, aby se naučil hrát na nějaký nástroj. Poslali ho do hudební školy, kde mohl hrát na trubku, klarinet či trombón. Vybral si trubku, protože hrát na ni bylo nejsnazší. Byl talentovaný – za rok se stal členem orchestru a hrál na koncertech. Při hraní v orchestru se mu zalíbily bicí, ale jeho rodiče s koupí nesouhlasili. Ve čtrnácti letech si svou první soupravu koupil sám a začal hrát doma.
V roce 1985 skončil s dosavadní prací a začal se věnovat hudbě. Chtěl na konzervatoř, ale dvakrát nebyl přijat – neuměl hrát na jiné nástroje, např. na klavír. Cvičil tedy sám a v letech 1985–1990 se snažil uchytit v nějaké kapele jako bubeník. Nakonec se mu to podařilo a stal se členem skupiny Die Firma. Krátce hrál také v punkové skupině Feeling B.
V roce 1994 založil s kytaristou Richardem Kruspem a baskytaristou Oliverem Riedelem skupinu Tempelprayers. Spolu se zpěvákem Tillem Lindemannem vyhráli hudební soutěž Metrobeat, kterou pořádal berlínský senát a dostali možnost nahrát ve studiu čtyřskladbové demo. Ze skupiny Feeling B se k nim přidali kytarista Paul Landers a klávesista Christian Lorenz, čímž vznikla skupina Rammstein.

## Osobní život
Schneider je podruhé ženatý, z prvního manželství má syna. V druhém manželství má dva syny.
Mezi jeho oblíbené hudební skupiny patří Deep Purple, Led Zeppelin, Black Sabbath, Motörhead a AC/DC.
Přezdívka Doom pochází z názvu stejnojmenné videohry. Schneider ji potřeboval kvůli autorskému právu, protože již existovalo několik Christophů Schneiderů. Přezdívku navrhl Paul Landers, protože se jednalo o jejich oblíbenou hru. Schneider později uvedl, že kdyby věděl, že bude přezdívka na každém albu, na kterém bude hrát, vybral by si jinou.
Stejně jako někteří další členové Rammstein oceňuje, že se narodil ve východním Německu a prožil začátky své hudební kariéry v tak odlišné době.

## Vybavení
Schneider používá bicí, pedály a hardware značky Drum Workshop, činely Sabian a paličky Vic Firth. V minulosti používal bicí Sonor a Tama a činely Meinl.